# Lithacodia merta
Lithacodia merta là một loài bướm đêm trong họ Noctuidae.